# Ле-Муль
Ле-Муль (фр. Le Moule) — коммуна в заморском департаменте Франции Гваделупа. Является административным центром кантона Ле-Муль округа Пуэнт-а-Питр. На 2013 год население коммуны составляло 22 456 человек.

## Географическое положение

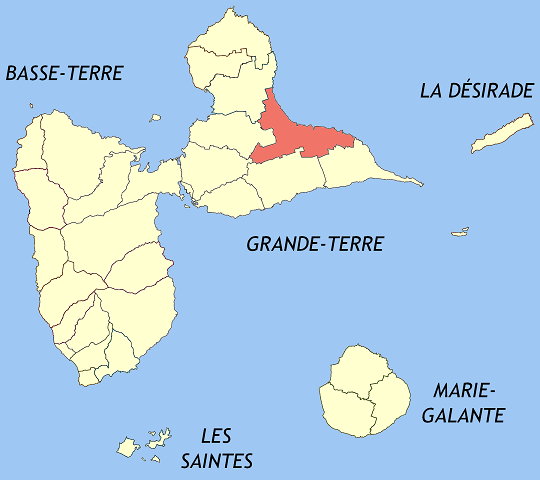
Территория коммуны Ле-Муль

Ле-Муль находится на северо-востоке острова Гранд-Тер на атлантическом побережье.

## История
В пятом веке до нашей эры береговая линия острова была заселена индейцами Центральной Америки, араваками и карибами. В XVII веке начался захват острова французами и испанцами. В 1635 году был основан город Портленд на территории нынешней коммуны. В XVIII веке в Ле-Муль начала селиться колониальная аристократия. Город стал крупнейшим торговым портом острова и в 1828 году получил разрешение на экспорт во французской метрополии без участия Пуэнт-а-Питра. В начале XIX века, Ле-Муль значительно обогатился на торговле тростником, хлопком, какао и специями, однако во второй половине XIX века из-за отмены рабства и конкуренции со стороны европейской сахарной свеклы произошли многочисленные банкротства, местная экономика ослабла. Город потерял своё преимущество перед Пуэнт-а-Питром.

## Население

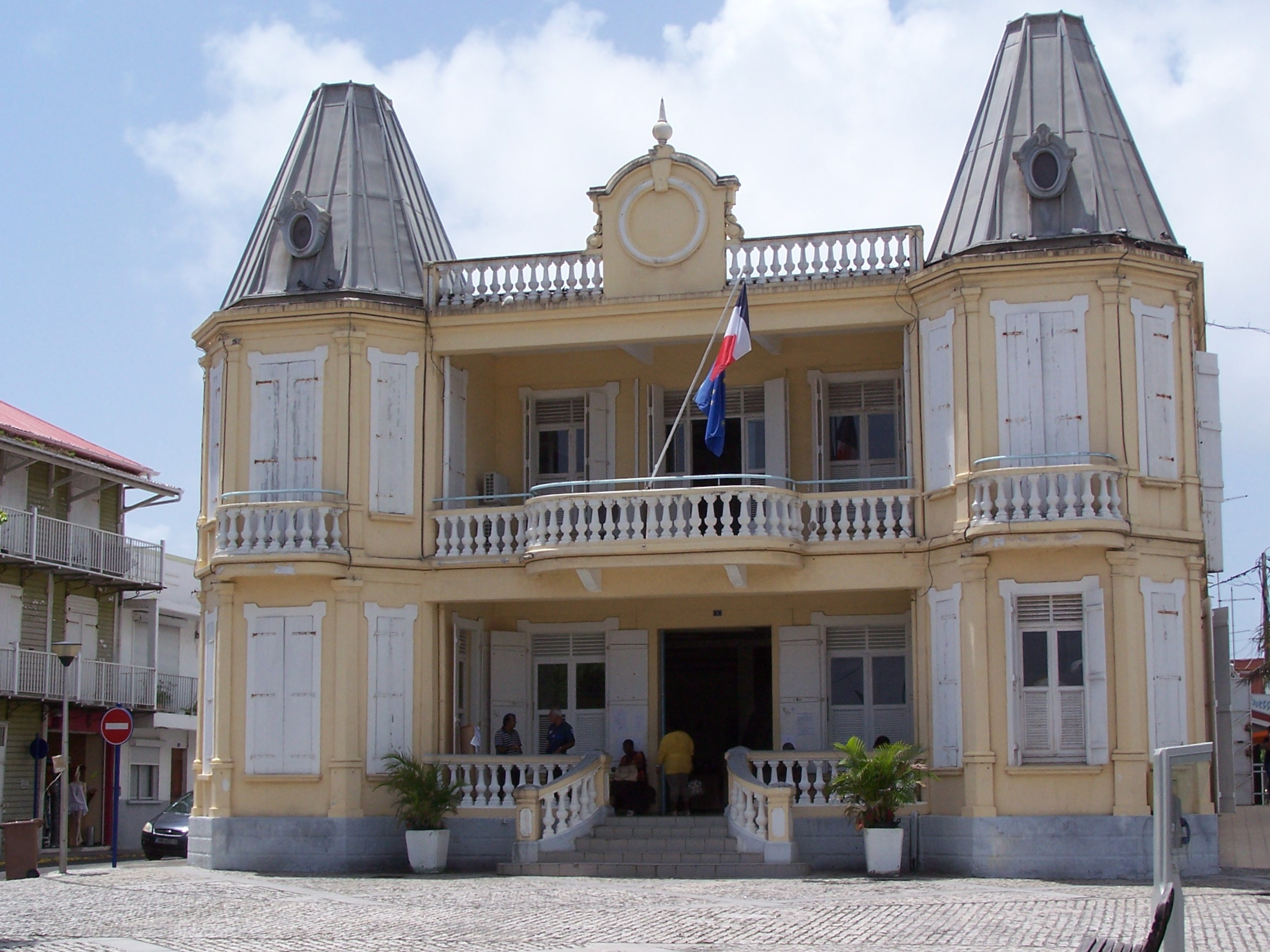
Мэрия Ле-Муля

Согласно переписи 2013 года население Ле-Муль составляло 22 456 человек (46,8 % мужчин и 53,2 % женщин). Население коммуны по возрастному диапазону распределилось следующим образом: 21,2 % — жители младше 14 лет, 16,5 % — между 15 и 29 годами, 19,2 % — от 30 до 44 лет, 22,1 % — от 45 до 59 лет и 20,9 % — в возрасте 60 лет и старше. В Ле-Муль было 9054 домашних хозяйств, среди которых 5953 семей. Среди жителей старше 15 лет 36,0 % состояли в браке, 64,0 % — не состояли.
Среди населения старше 15 лет (15 793 человека) 50,2 % населения не имели образования или имели только начальное образование или закончили только колледж, 19,5 % — получили аттестат об окончании лицея или закончили полное среднее образование или среднее специальное образование, 14,6 % — закончили сокращённое высшее образование и 15,7 % — получили полное высшее образование.
В 2013 году из 14 172 человек трудоспособного возраста (от 15 до 64 лет) 9603 были экономически активными, 4569 — неактивными (показатель активности 67,8 %, в 2007 году — 67,6 %). Из 9603 активных трудоспособных жителей работали 6741 человек (3451 мужчины и 3290 женщины), 2862 числились безработными. Среди 4569 трудоспособных неактивных граждан 1701 были учениками либо студентами, 836 — пенсионерами, а ещё 2032 — были неактивны в силу других причин. В 2013 году средний доход в месяц составлял 2117 €, в год — 25 407 €.
Динамика численности населения:
| Население коммуны в XIX—XXI веках |
| --------------------------------- |
|                                   |